# Суварели (Палермо)
Суварели је насеље у Италији у округу Палермо, региону Сицилија.
Према процени из 2011. у насељу је живело 87 становника. Насеље се налази на надморској висини од 597 м.